# 정분
정분(鄭苯, 1394년~1454년)은 조선초기 세종.문종.단종때의 문신이며 3 상신(相臣) 중 한명이고 문종의 고명대신이다. 자는 자유(子㕀), 호는 애일당(愛日堂), 시호는 충장(忠莊), 본관은 진주(晉州)이다. 할아버지는 정신중(鄭臣重).아버지는 판충추부사 정이오(鄭以吾)의 외아들 이고, 부인은 하동 정씨 정흥인의 딸이며 정인지의 누나이고 1452년 이전에 사별(死別)했으며 이 사이에는 아들이 없었다. 지정(池淨)은 생질(甥姪)이고 정지산은 종질이며 봉사손이다.
정분(鄭苯)은 정치적 수완이나 권력 탐욕(貪慾)에는 관심이 없었고,문신 으로는 드물게 토목.건축에 뛰어난 관리 능력을 발휘하였다. 하3도도제찰사로 임무 수행 중 계유정난(癸酉靖難)을 맞아 충주에서 낙안으로 압송되어 이듬해 교형을 당했으며, 영조 22년(1746년) 복관된 후 시호는 곧은 충성(忠)과 기개와 큰 절의(莊)로 충장(忠莊)이니,우의정 충장공 정분(右議政忠莊公 鄭苯)으로 공주 요당서원(公州 蓼堂書院)에 제향되고 장릉(단종)배식록에 수록 되었다.

## 생애

### 숭례문(남대문)

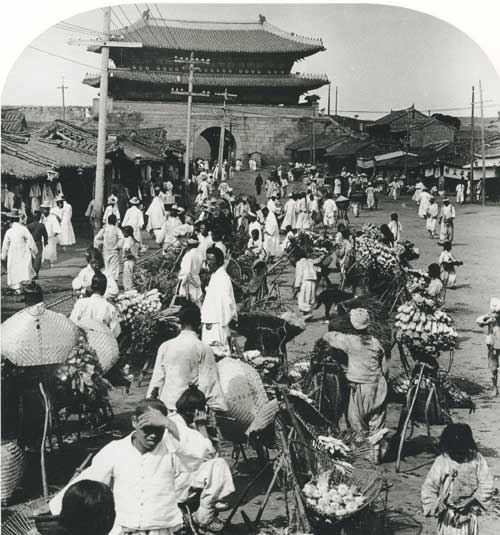
Namdaemun1904

국보1호 숭례문(崇禮門)은 세종29년(1447년) 최고 책임자에 의정부좌참찬 겸 판호조사 정분(議政府左參贊 兼 判戶曹事 鄭苯:정2품)이 행정및 역사(工師) 감독으로 임명되면서 2년여 보수끝에 신작이라 기록된 만큼 대대적인 공사로 지금의 웅장한 모습으로 신축 되었으며, 상량묵서에는 세종 30년(1448) 3월 입주(立柱)한 것으로 되어 있고 같은 해 5월에 공역이 끝났다.정 남쪽의 문은 "崇禮門"이니 속칭 남대문이라 태조5년부터 불렀고, 편액의 글씨는 양녕대군이 쓴 글씨라고 '신증동국여지승람'에 기록되어 있다.

#### 토목(건축)
정분(鄭苯)은 성격이 침착하면서도 재능과 도량(器局)이 있어,문신이지만 토목에 조예가 깊었고 대간(臺諫)들이 자주 말하기를 "높고 크면서(高大) 웅장하고 화려함(壯麗)이 지나치게(僭濫)도 궁궐(宮禁)에 비길 만 하다"했다. 정분은 재능이 있어서 일을 잘 처리 했고, 민신(閔伸)은 부지런하고 소심하므로, 대체로 건축이 있을 때에는 이 두 사람으로 하여금 관장하게 하였다.
또 대신들은 "정분(鄭苯)은 정부(議政府)의 관리이니, 친히 토목공사를 감독함은 옳지 못합니다." 하였으나, 정분은 선공 제조(繕工提調)가 되어 토목 공사(土木工事)를 맡아 볼 때,모든 일을 사양하지 아니하고 손에다 지팡이를 들고 지시하며 계략하여 꾸미기(規畫)를 전문가(工師)처럼 하였다.

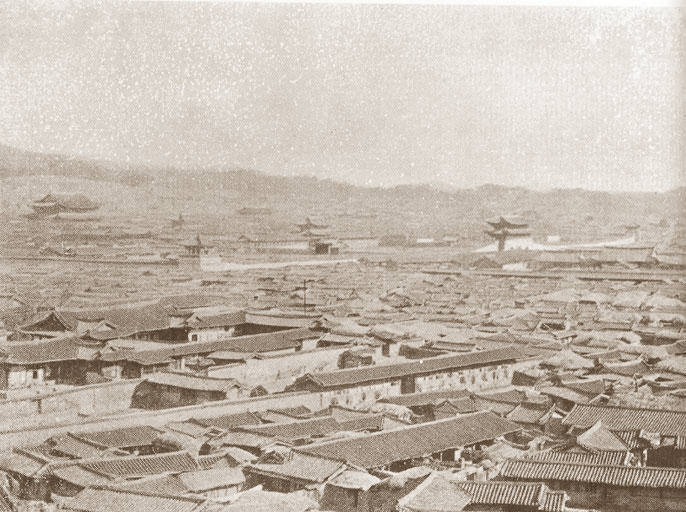
1894년 한성의 모습(앞쪽 서십자각,일렬로 광화문,흥례문,근정문,근정전이 정연하게 보인다)

#### 왜인(倭人)과 축성
1426년 (세종 8년 1월)왜인(倭人)들에게 내이포(金海府乃而浦).부산포(東莱県富山浦).염포(蔚山塩浦)등 3포를 열어 무역할 것을 허락 하였다. 3포에는 각각 왜관을 두어 왜인 60명에 한하여 거주를 허락 하였으나 차츰 허가 포구를 벗어나, 소금.기와.명주.목재등 거래 품목을 확대 하면서 부당한 요구와 횡포로 서울까지 오게 되니 드디어 1450년 윤1월 세종이 이르기를
| “ | "외객인(倭客人)의 단목(丹木)·동납(銅鑞)을 서울로 올라오지 말게 하고, 포구(浦口)에 머물러 무역하도록 함이 내가 처음부터 정한 뜻인데, 옳지 않은 데가 있지 않겠느냐.명주 1만 필을 허락된 포소(浦所)에 보내어 무역하게 하되,그 형편을 시험하여 보아서 거래가 활발하지 않으면 모두 서울에 가져와 같은 가격에 팔면 서울에서 거래해도 별 이익이 없다는 방안을 만들어 허가구역을 벗어나지 못하게 하라" | ” |

문종때"왜인(倭人) 20여 인이 와서 내이포·부산포·염포등지에 거주하는데, 혹시 변(變)을 일으킬까 염려되니,정분(鄭苯)으로 하여금 그 정상을 자세히 살펴보고 오게 하소서. 또 왜인(倭人)이 와서 거주한 지가 이미 오래 되어 갑자기 돌아가게 할 수가 없습니다. 그러나 적의 침입을 막을(守禦) 방책과 접대할 계략(計謀)을 늦출 수는 없습니다." 하니, 임금이 말 하기를,"충청·전라·경상도 도체찰사(下三道都體察使)를 보내는 것은 이러한 일을 겸하여 살피려는 것이다." 하였다,
정분(鄭苯)은 직접 살피고 보고 하기를
| “ | 내이포(乃而浦)에 항상 거주하는 왜인(倭人)뿐만 아니라 여러 섬의 다른 왜인들(客倭)도 폭주(輻輳)하여 환란(患亂)이 털끝만큼 짧은(毫忽)시간에 달려 있습니다. | ” |

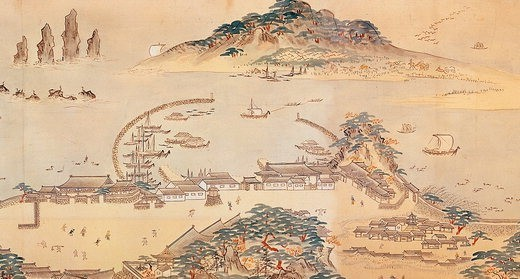
18세기 부산포 동래 초량왜관도

단종때에도 정분(鄭苯)은 하삼도 도체찰사를 자청하여 해안 전역의 순회를 마치고 충청도에 이를 때 창졸간에 계유정란을 맞았다.

#### 계유정난(癸酉靖難)
단종 1년 10월 10일(1453년) 수양대군(首陽大君:李瑈:세조)이 어린 단종을 보필 하라고 문종의 고명을 받은 원로 대신인 황보인(皇甫仁:영의정)·김종서(金宗瑞:좌의정) 등 수십 인을 살해하여 제거하고 정권을 잡은 사건인데 계유년에 일어나서 집권세력이 붙이기를 정난(靖難)이라 하며, "난리를 안정시켰다."라는 뜻으로 계유정난(癸酉靖難)이라 하는데,
다음날 정분(鄭苯)은 충주(忠州)용안역 부근에 이르렀고 이때 전 교리 이현로(李賢老)가 난(難)을 피하여 급하게 내려와 서울서 일어난 소식을 전하였고,그래도 내가 할 일은 궁궐 아래에 복명하는 것이니 비록 죽음이 앞에 기다린다 하더라도 지체할 수 없다고 결심하고 서울을 향하여 가던 중 "전지요(傳旨:임금의 명령서)" 외치는 경관을 만나 예를 갖추면서, 그 자리에서 죽임을 당하는 줄 알고“길가에서 죽는 것이 모양이 흉하니 역관(驛館)에 가도 관계없지 아니한가?” 하고 물었다. “아니요, 소인은 전지를 받아 대감을 적소(謫所)로 압송하려 왔소이다.” 이현로(李賢老)는 용안역(用安驛:충주시 신니면 용원리(-현 신니면 사무소 부근-외룡마을)에 호송된 후 말에서 끌어 내려져 즉시 교살(絞殺)을 당하였고, 지정(池淨)은 새로 충청도 절제사(忠淸道節制使)로 제수되어 아직 부임지에 나타나지 않았으며 정분은 낙안
(樂安:순천시 낙안면 남대리)으로 압송되었다.

### 관직생활

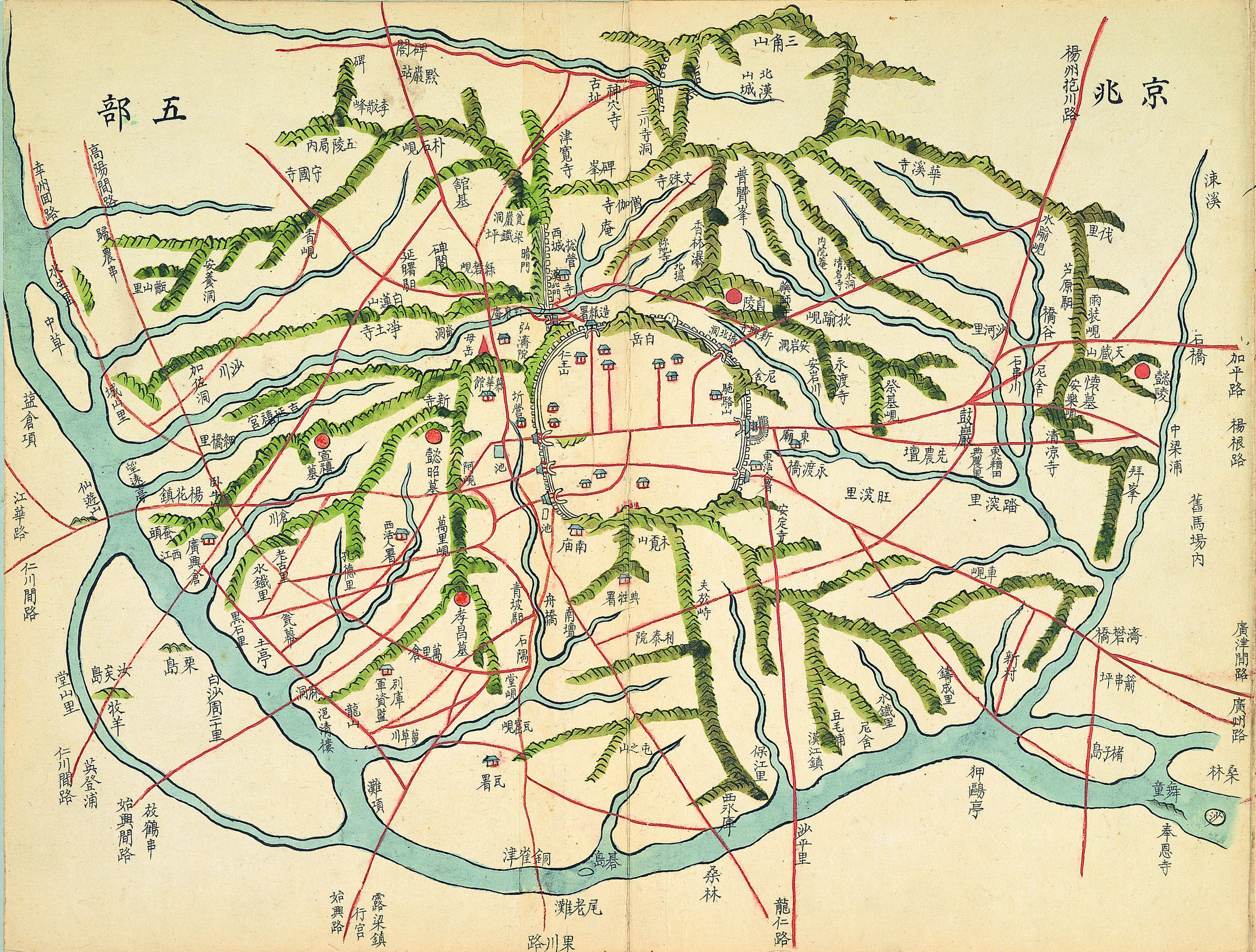
경조오부도

#### 정이오(鄭以吾)[12]의 아들
조선시대는 신분사회였고 아버지가 높은 관직에 있었기에 문음(門蔭)으로 벼슬에 나아 갔으나 이에 만족하지 않고 과거에 응시하여 태종16년(1416년)친시문과(親試文科) 을과2등(乙科)으로 급제하였다.
1420년 이조 좌랑이 되었고 이어 승문원(承文院) 교리(校理)가 되었을 때 광효전 집사(廣孝殿 執事)를 보내지 않은 실수로 의금부에 갇히게 되자 상관이던 이조판서 맹사성이 자기도 책임이 있다하여 출근하지 아니하고 업무를 보지 않으니 세종이 직소(職所)에 나오라 명하였다. 1422년 정분도 풀려나면서 우헌납(右獻納)으로 삼았고 1423년 좌헌납(左獻納)에 이어 병조정랑 의정부사인에 올랐다.집현전 응교(集賢殿應敎)정인지(鄭麟趾)와 같이 업무를 보게 되는데 훗날 문종때 상피(相避)문제가 거론된다.
1430년 집의(執義)로 재직시 정분 외 여러명이 사간원(司諫院)의 요청으로 의금부에 갇히게 되는데, 죄목은 태종의 후궁인 숙선옹주 안씨가 영평군 윤계동(尹季童)과 집터를 가지고 다투다가 제출한 고소장인데, 남지가 고소인[狀氏]이란 어귀를 지우고 임금에게 보고 하려다 중간에 정분을 만나 조언을 들으려 사실을 말했는데 이를 누설이란 죄목으로 의금부에 갇힌 사건이다.
애매한 죄목으로 옥살이를 하게 되자 판부사로 치사(致仕)한 아버지 정이오(鄭以吾)가 임금께 말씀 올리기를(세종 12년 11월) ,
| “ | 신은 지금 늙고 병들어서 생명이 얼마 남지 않았사오나, 다만 외아들인 분(苯)이 죄를 짓고 지방에 추방되어 있으므로 다시 약으로 구호할 자가 없사오니, 인자하신 마음으로 경기(京畿)에 옮겨 놓게 하시와 약을 계속하여 쓰게 하시기를 바라옵니다. | ” |

하니, 임금이 말하기를
| “ | 정분(鄭笨)은 사리를 아는 사람인데, 남지의 일은 말을 누설시킨 것이 아니라 사간원에서 얘기한 것이고, 중간에 정분을 만나 조언을 구하니 일을 잘못 처리 했다는 것을 말한 것 뿐 이므로 나는 이를 가볍게 생각하는 바이다." | ” |

이 청을 받아 양주(楊州)에 옮겨 놓도록 명하였고.(세종 12년 11월) 숙선옹주 소송 문제의 누설에 관련된 사건은 혐의 없음으로 석방되었다.
이후 좌부대언 우승지가 되었고, 이어 1434년 좌승지로 관직을 제수 받았으나 세조16년 8월 9일 아버지 병으로써 사직을 원 하였으나 어의(御醫)로 대신 시약(侍藥)하게 할테니 업무에 전념하라 명하고 윤허하지 않았다.
세종 16년 8월 11일(1434년)이버지 정이오의 친상(親喪)을 당하니 임금이 이르기를
| “ | "판우군도총제부사로 치사(致仕)한 정이오(鄭以吾)가 졸(卒)하였다. 이오의 자는 수가(粹可)요, 호는 교은(郊隱)이니, 경상도 진주 사람이다. 홍무(洪武) 갑인년에 급제하여 높은 벼슬에 오름에 미쳐서는 항상 대제(待製)의 직책을 띠었다. 그의 시문(詩文)은 준신아려(駿迅雅麗)하여 시험 과정의 작품[試科程品]에 이르러서도 조금도 그릇됨이 없었다. 시호는 문정(文定)이니, 배우기를 부지런히 하고, 묻기를 좋아함은 문(文)이요, 행실이 순수하여 어기지 아니함은 정(定)이다. 아들이 하나인데, 정분(鄭苯)이다." 세종 16년 10월 9일 죽은 판우군 도청제부사로 치사(致仕)한 정이오(鄭以吾)에게 치제(致祭)하였으니, 그 교서에 이르기를, "늙은 옛 신하가 이미 기쁘고 슬픈 일을 함께 하였으니, 애도(哀悼)와 영총(榮寵)의 은전(恩典)이 어찌 살고 죽음에 간격이 있으랴. 아아, 연치(年齒)와 덕망이 함께 높았으니 영특하고 어진 이가 간 것을 슬퍼하고, 은혜와 분의가 이미 두터웠으니 조상하고 불쌍히 여김을 특별히 더함이 마땅하도다." | ” |

하였다.

### 의정부(議政府)활동

#### 6조 반열(六曹班列)
1436년 "전 승지 정분(鄭笨)이 감사의 임무에 적합합니다, 지금 흉년을 구제해야 할 시기를 당하여 반드시 장건(壯健)한 사람이라야만 능히 돌아다니면서 진제(賑濟)할 수가 있을 것입니다."하니, 임금이 정분을 충청도 감사로 삼았다. 직 전임자는 정인지(鄭麟趾)였고 아버지의 상사(喪事)를 당해 사직 하였다. 1438년 이조 참판(吏曹:從二品)의 관직이 제수되고, 1439년 평안도 도관찰사(平安道都觀察使)로 5년여 동안 관련 정사에 임한 후 가정 대부(嘉靖大夫) 공조참판으로 승진하여 서울로 돌아왔다.
1443년 공조 참판(工曹參判) 정분(鄭苯)은 북경에 주문사(奏聞使)로 명나라에 가게 되었고,정분으로 하여금 강관토(江官土) 등과 면대해서 조선에서 쓰는 관직명(官號)과 이름(人名)이 다르고 언어(音韻)가 같지 않아 직접 심문 하도록 허락을 받았으며,왜구의 침략 행위가 심하다는 내용을 알리기 위해서 다녀왔다.
1444년 예조 참판을 거치고 1445년 6조(六曹)반열에 오르니 이때 의정부 인사를 보면,
영의정 황희, 좌의정 신개, 우의정 하연, 좌찬성 황보인, 우찬성 남지, 좌참찬 이숙치, 우참찬 정인지, 이조판서 한확, 예조판서 김종서, 공조판서 최부, 호조판서 정분, 병조판서 안숭선, 예조참판 윤형, 형조참판 허후였다.
1446년 4월 19일 세종의 왕비 소헌왕후 심씨(昭憲王后 沈氏)가 52세로 사망하여 국상기간이 이어 지면서 장마가 계속되어 드디어 7월 1일 국장일을 정하였고, 산릉(묘지)역사 적임자로 정분(鄭苯)이 지명되어 의정부 좌참찬(議政府左參贊)으로 승직이 되고 공역에 8천명이 필요 했으나 4천명으로 줄이게 되는데 이때부터 정분의 산릉제조에 탁월한 관리능력을 인정 받았다.

#### 훈민정음

훈민정음언해

1446년 9월에 《훈민정음(訓民正音)》이 완성되어 반포하였다. 어제(御製)에,
| “ | 나랏말이 중국과 달라 한자(漢字)와 서로 통하지 아니하므로, 우매한 백성들이 말하고 싶은 것이 있어도 마침내 제 뜻을 잘 표현하지 못하는 사람이 많다. 내 이를 딱하게 여기어 새로 28자(字)를 만들었으니, 사람들로 하여금 쉬 익히어 날마다 쓰는 데 편하게 할 뿐이다. | ” |

한글은 1443년(세종25년) 훈민정음 28자를 연구·창제하고 3년 동안 다듬고 실제로 써본 후, 1446년 음력 9월 29일(세종 28년) 에 이를 반포하면서『훈민정음 해례본(訓民正音 解例本)』을 통하여 쓰기편한 문자와 천지인(天地人)을 바탕으로 하는 음양오행(陰陽五行)의 관계가 설명되어있다.
글자를 만들면서 창제동기를 밝힌것은 한글이 유일하며 유네스코(UNESCO)가 선정한 가장 과학적인 문자이고, 정보화 시대에 전혀 문제가 안되는 표현 문자이다.최고 학부(最高學部)집현전은 모든 학문 즉 천문학(天文學), 기상학(氣象學), 역사학(歷史學), 지리학(地理學), 문학(文學), 예술(藝術), 철학(哲學), 의학(醫學), 본초학(本草學), 농학(農學) 역학(譯學=번역등語學)등의 학자들을 적극 양성하면서,실용정신이 시대적 과제였기에 과학 기술에도 두루 관심을 기울여 신분을 뛰어넘어 노비출신 장영실(1390~1450)등 인재를 등용하고 육성하여 혼천의, 앙부일구, 자격루, 측우기 등의 발명을 전폭적으로 지원했다,

### 인간 세종
세종은 통치 능력과.총명한 두뇌.성실성.추진력.포용력의 리더십을 갖춘 탁월한 군주였으나
인간세종은 불운하였다,부왕인 태종때 장인 심온의 처형과 관노비가 된 장모, 맏딸 정소공주, 다섯째 아들 광평대군의 죽음, 세자빈 휘빈 김씨의 엽기적 행동(악귀 쫓는다고 신발태움)으로 퇴출, 다시 들인 2번째 세자빈 순빈 봉씨의 동성애 사건으로 사과문 발표에 이어, 후궁으로 들어왔다 3번째 세자빈이 되었던 현덕왕후 권씨(단종의 어머니)마저도 출산 후 사망하여 며느리 복도 없었다.
또 건강이 안 좋았으며 운동은 싫어하고 육식을 즐겨먹는 식습관 때문에 종기(背浮腫)·소갈증(消渴症)·풍질(風疾)·한쪽 눈은 거의 실명이고 비만통증에 다리가 늘 아픈 상태에서 정사를 돌봐야 하는 고통이 따랐다.
이를 극복하려고 불심(佛心)에 의지하게 되고 궐내 불당을 짓기로 하면서 대신들의 반대가 심했으며, 그 이유는 조선의 건국 이념은 유교 성리학이었기에 이런 논란 속에 성품에 흠결(欠缺)이 없고 뚝심있게 추진할 토목, 건축 행정의 적임자가 필요했고 이 일을 정분(鄭苯)에게 일임하였다.
고상하고 품격있는 논쟁(高論)을 일삼는 집현전 학자들이나 대신들의 편에서 보면, 대목이나 석수, 조각수 그리고 차출된 군인 등 일꾼들과 어울림은 체신머리가 없다고 놀렸으나 나라의 큰 틀(大體)을 몰라서 하는 말들이라고 일축하고 임금의 뜻에 따랐다.

#### 숭례문과 내불당 공사
1447년 (세종 29년) 8월 30일 숭례문(崇禮門)을 새로 짓는데, "정헌대부 의정부 좌참찬 겸 판호조사 정분(正憲大夫 議政府左參贊 兼 判戶曹事 鄭苯)"으로써 삼고 그 역사를 감독하게 하였다. "분(苯)이 오로지 토목(土木)의 일을 자기의 소임으로 삼아서, 영선(營繕)하는 일이 연해 계속되고 미리미리 임금의 뜻에 맞도록 하니, 재물과 인력이 동나게 되었다"고 기록된 걸 보면 이 공사와 내불당 신축에 상당한 자재와 인럭이 동원 됐음을 알 수 있다. 조력자로는 형조판서 민신.선공감 직장 이명민.부사직 김부흥등 대목과 좌변목수.우변목수.도석수.조각장.노야장등 기타 인력으로 구성되었고,토목(土木).영선(營繕)의 관리 감독 관청은 선공감(이명민;종3품)이었다.
1448년 세종 30년 11월 8일 이때 세종은 병이 중하여 궁궐밖 금성대군 집으로 이어하여 조참(朝參)하고 불심(佛心)으로 건강을 지탱하려는 세종의 마음이 다급하니, 숭례문 공사와 또 내불당(內佛堂)을 짓는 일까지 정분(鄭苯)에 일임한 후 세종이 이르기를 "경(정분)이 부득이 불당을 영조하는 일까지 맡았는데, 지금 천기가 추워지는 것 같으니 빨리 하지 않을 수 없다. 지금 경기(京畿)의 선군(船軍:水軍) 4천 명을 역사시키려고 하나, 그 수가 너무 많으므로, 이달에 1천 명을 역사시키고 내달에 1천 명을 역사시키는 것이 어떠한가." 하니, 정분(鄭苯)이 대답하기를,"절터가 조금 높고 궁성이 낮으므로, 마땅히 쌓아서 높이게 되어 공사가 작지 않으나, 불당 짓는 것이 13간 밖에 안되어 빠른 시일내 완성할 수 있으므로, 선군을 역사시킬 것이 없습니다." 막대한 자재와 인력동원 때문에 숭례문 공사가 잠정 지연 되었고 마침내 1448년 말 궁궐내 불당(佛堂)이 이룩되니 세종은 친히 불상을 안치하는 행사를 가졌다.
- 내불당: 세종(世宗) 30년(1448) 경복궁 안에 세워진 불당. 태조(太祖) 때부터 불교(佛敎)를 배척했기 때문에 세종도 처음에는 억불정책(抑佛政策)을 폈으나, 만년에는 불교를 보호하게 되었다. 모든 유생(儒生)들의 반대를 물리치고, 세종은 궁정 안에 화려한 불당을 짓고, 그 안에 황금불(黃金佛) 3구(軀)를 안치하여 불교를 보호하였다.<<종교학대사전 >>1418년(세종 즉위년) 경복궁 안의 문소전(文昭殿) 뒤에 세우고 흥천사(興天寺) 석탑에 안치되어 있던 석가모니의 진신사리 4과(顆)와 두골 ·패엽경(貝葉經) ·가사 등을 옮겨 봉안하였다. 세조 때에는 법회 ·법석(法席) ·간경회(看經會) 등이 베풀어져 크게 일어났고, 성종 ·중종 등은 이 절의 특별 보호를 명하였다. 그 후에는 억불숭유정책의 영향을 받은 듯하며, 임진왜란 이후 폐쇄된 것으로 보인다. <<두산백과>>

#### 세종의 불심(佛心)
세종은 병세가 악화되자 영응대군(永膺大君)집으로 이궁하기 위해 웅장하게 짓게 하였고 이 일도 정분에게 맞겨 대신들의 질타가 이어지기도 하였다.
정분(鄭苯)·허후(許詡)·민신(閔伸)·이사철(李思哲)에게 명하여 진관사(眞觀寺)에 가서 수륙사(水陸社)를 베풀게 하였다. 분(苯)은 속이 트이고 사리에 밝아 재상(宰相)의 기국(器局)이 있고, 잘 큰 일을 결단(決斷)하여 임금의 위임(委任)하는 바가 되었다. 선공 제조(繕工提調)가 되어 토목 공사(土木工事)를 맡아 볼 때, 모든 집을 짓는 데 힘써 크고 아름답게 하였다. 불당(佛堂)을 짓는 역사를 분(苯)이 신(伸)과 함께 감독하였다. 분(苯)이 짧은 옷을 입고 막대를 잡아 공장(工匠)을 지휘하니, 보는 사람이 그 대신(大臣)의 체모를 잃는 데 분하게 여겼다.

#### 토목의 변
1449년 명나라는 큰 변이 일어났다. 몽골계 부족인 오이라트(Oirāt)가 명나라 변방에 침입하였다.정통제(正統帝)는 오이라트족을 직접 50만의 군대를 이끌고 북진 했으나 포위 당하여 황제인 본인이 잡혀갔다. 1450년에 명나라 조정에 송환되어 돌아 왔으나 이미 이복동생인 경태제(景泰帝)가 즉위하여 황제가 되었으므로 정통제는 태상황(太上皇)되어 궁에 유폐되었다. 이 사건을 중국에서는 토목의 변이라고 한다. 명나라의 정변으로 정통황제가 잡혀가서 후임의 황제관련 내용으로 조선에 조사(詔使)가 왔다.
세종 31년 10월 18일(1449년) 임금이 하연(河演)·황보인(皇甫仁)·정분(鄭苯)·정갑손(鄭甲孫)과 승문원 제조 정인지(鄭麟趾)·허후(許詡)·김청(金聽)을 불러 이르기를,
| “ | "중국의 변(變)은 천고에 없었던 바이며, 황제를 송환한다는 것도 뜻밖의 일이다. 야선(也先)의 생각이라 여겨지는 것은 하나는, 정통 황제가 도로 들어가게 되면 반드시 경태(景泰)와 시새움이 있게 되어 내란이 있을 것이요, 이렇게 되면 서서히 그 형세를 보아서 그들의 계책을 실시하고자 하는 것이겠고, 또 하나는 중국에서 정통 황제의 아우를 세워서 황제로 삼았으니, 비록 구류(拘留)하여 돌려보내지 않는다 하더라도 결국은 이익이 없기 때문이라 할 것이다. 생각하건대, 이 두 가지에 벗어나지 않을 것이니, 이런 이유에서 헤아린다면, 중국에서 황태후의 명령으로 다시 정통 황제를 세울 수도 있을 듯한데, 만일 그렇게 되면, 정조(正朝)의 표전(表箋)에다 경태(景泰)로서 연호를 기록하는 것은 매우 절실하지 못하니, 어떻게 처리해야 하겠느냐." | ” |

조정 에서는 정통제(正統帝)가 포로로 잡혀있는 상황인데 연호를 계속 쓸 것인가 경태제(景泰帝) 연호로 바꿀 것인가에 대해 논의하는 내용이다.
좌참찬 정분(鄭苯)·우참찬 정갑손(鄭甲孫)이 의논하여 말하기를,
| “ | "정통제(太上王)는 경태제(大行王)와 비교할 수 없는데, 이제 새 황제가 즉위하여 조사(詔使)를 맞이함에 이미 행하던 이전예법(舊禮)을 폐지하시오면 어찌 마음이 편안 하겠습니까. 만일 그것을 폐지하실 경우 짓궂게 훼방(防礙)을 놓아 염려되는 바가 많을 것입니다. 영조(迎詔)[임금의 조서(詔書)와 그것을 가지고 오는 사신(使臣)을 맞이함]하여 조서를 읽을(開讀) 때, 궁중음악(鼓吹)을 연주하지 않을 수 없을 것이고, 국빈을 대접하는 잔치(宴享)에 음악을 사용함도 그만둘 수 없을 것이오니, 이제 황제의 표문(拜表)을 받을 때 고취(鼓吹)를 씀이 마땅하옵니다." | ” |

#### 문종 즉위
1450년 3월 30일(음력 2월 17일) 세종이 당뇨병 합병증과 중풍등의 후유증으로 인하여 54세를 일기로 영응대군의 사택인 동별궁에서 승하하였다.
이날 문종이 계승하여 정부와 육조에 명하여 함께 의논하게 하니, 황보인(皇甫仁)·남지(南智)·박종우(朴從愚)·정분(鄭苯) 등이 아뢰기를,"바로 지금 중국(中國)이 크게 어지러우니, 우리 나라 후문(後門)의 방비를 염려하지 않을 수 없습니다. 국가에서 일이 많은 것은 오늘날과 같은 적이 없습니다. 더구나 일본(日本) 국왕(國王)의 사신도 또한 왔으니, 전하(殿下)께서 그 큰 일[大事:상사(喪事즉 국상).의 어려움을 생각하시고 조리(調理)를 잘 하시어 대효(大孝)를 마쳐야 할 것입니다."
1450년각 대저 진관사(津寬寺)의 수륙사(水陸社)를 짓는 것은 곧 세종(世宗)께서 조종(祖宗)을 위한 일이었으므로 폐지할 수는 없습니다.
이 때를 기다리던 각돈(覺頓)이란 중은 세종을 위한다는 명분으로 횡포가 심하였다.

#### 탄핵(彈劾)
1450년 7월 호조(戶曹)에 전지(傳旨)하기를,"모든 저축(儲蓄)·구황(救荒)·영선(營繕) 등에 관한 일은 우찬성(右贊成) 정분(鄭苯)과 상의하여 시행하라."하였다.이는 정부가 보유한 자원을 총괄하여 관리하는 중책이었다. 이어 인사를 단행하니, 정분(鄭苯)을 의정부 우찬성(議政府右贊成) 겸 판이조사(兼判吏曹事)로 좌참찬에서 승진하고, 정인지(鄭麟趾)를 의정부 좌참찬(議政府左參贊)으로 하니,단행전에 정분(鄭苯)은 반차가 정인지(鄭麟趾)의 아래에 있었는데, 뛰어서 찬성(贊成)으로 제수하니, 사론(士論:선비들의 공론) 이 좋지 못하였다. 다음날 좌참찬(左參贊) 정인지(鄭麟趾)가 아뢰기를,
| “ | "우찬성(右贊成) 정분(鄭苯)의 전처(前妻)는 신의 맏누이입니다. 맏누이가 비록 아들이 없이 죽었으나 법에 아들이 없는 전처도 그 신주를 사당에 승부(升祔)하게 되어 있으며, 신과 정분(鄭苯)과는 의절(義絶)된 것도 아니니, 동료(同僚)가 될 수 없습니다." | ” |

하였다. 임금이 정부(政府)에 명하여 의논하여 올리게 하니, 정부에서 의논하여 아뢰기를,"정인지와 정분과는 아직 의가 끊어지지 않은 것이 과연 아뢴 바와 같습니다."하였고 상피(相避)문제가 생기니 "고치라"하였다.
1450년 9월 우찬성(右贊成) 정분(鄭苯)을 충청(忠淸)·전라(全羅)·경상(慶尙)의 도체찰사(都體察使)로 삼고,삼면이 해변이서 왜적(倭賊)이 수시로 출몰하니 남방 해변의 성보(城堡)를 쌓는일이 다급하였다. 그러나 축성의 본질을 이해못한 대신들이 인사문제의 상서(上書)가 이어지니 10월 정분은 사직상서를 올리면서,
| “ | "신은 본래 공적도 없이 성상의 은혜를 잘못 입어서 오랫동안 정부의 반열(班列)을 차지하고 겸하여 전선(銓選:이조(吏曹)나 병조(兵曹)에서 인재를 뽑음) 을 맡아 보았습니다. 곡식을 저축하여 구황(救荒)에 대비하고, 토목(土木)을 영선(營繕)하는 따위의 일은 권도(權道:목적 달성을 위하여 그때그때의 형편에 따라 일을 처리하는 방도) 여서 번잡하고 무거우므로 비방하고 헐뜯음이 뒤따르니, 소임을 다하지 못하는 환(患)이 있을까 두렵습니다. 어제 말하는 자가 정유(情由)를 아뢰었으니, 빌건대 전조(銓曹:이조나 병조)를 파면하소서. 오히려 허물을 부르고 누(累)를 가져올까 염려하였는데, 과연 말하는 자가 〈임금의 뜻에〉 영합(迎合)한다고 배척하였으니, 고식적(姑息的)이고 외람(猥濫)되다는 비난을, 신은 본래 용렬하므로 진실로 감수(甘受)해야 마땅하나, 신이 정부(政府)의 자리를 차지하여 그 외람되다는 비난에 수치스러운 마음을 참고서 뻔뻔스러운 얼굴로 조정(朝廷)에 참여하여서 성조(聲朝)의 치화(治化)에 누(累)를 끼칠 수가 없습니다. 엎드려 바라건대 전하(殿下)는 신이 비방을 받는 욕됨을 살피시고 신의 뼈에 사무치는 부끄러움을 불쌍히 여기시어, 신의 작명(爵命:벼슬)을 거두시고 명하여 산직(散職)에 두도록 하소서." | ” |

하였으나, 임금이 윤허하지 않고 말하기를,"헌부(憲府)의 말이 옳다면 사직하는 것이 옳겠지만, 그 말이 옳지 않은데, 어찌 인혐(引嫌)할 것이 있겠는가?"하였고 오히려 1451년 1월 정분(鄭苯)을 황해도 도체찰사(黃海道都體察使)로,사조(辭朝)하니, 임금이 인견(引見)하고 각각 궁시(弓矢)와 이엄(耳掩)을 내려 주었다.

#### 3道도제찰사(都體察使)
충청·전라·경상도 도체찰사(忠淸全羅慶尙道都體察使)임명되어 정분(鄭苯)이 길을 떠났으니,성터[城基]를 살펴서 정(定)하기 위함이었다.
1451년 9월 임금에게 보고하니,
| “ | 그대로 둘 각 고을과, 물려서 쌓아야 할 각 고을과, 또 모름지기 개축(改築)을 요하는 각 고을을 마감(磨勘) 하여 올립니니다. - 그대로 둘 곳. 順天府邑城.樂安郡邑城.寶城郡邑城.靈巖郡邑城.光陽縣邑城.興陽縣邑城.務安縣邑城.康津縣.내상성(內廂城).萬頃縣邑城.臨陂縣邑城.咸悅縣邑城. - 물려서 쌓아야 할 곳. 古阜郡邑城.茂長縣邑.扶安縣邑城.沃溝縣邑城. - 개축(改築)하여야 할 곳. 長興府邑城.靈光郡邑城.羅州牧邑城.龍安縣.興德縣. - 같은달 경상도 심찰 후 계(啓)를 올리니, - 그대로 둘 곳. 慶州府邑城.金海府邑城.昌原府內廂城.昆陽郡邑城.機張縣邑城.東萊縣邑城.固城縣邑城.南海縣邑城.河東縣邑城. - 시기(時期)에 미치도록 개축(改築)할 곳. 蔚山郡內廂城.泗川縣邑城.鎭海縣邑城. - 뒤에 쌓을 수 있는 곳. 晉州牧矗石.密陽府邑城.咸安郡邑山城.梁山郡邑城.彦陽縣.漆原縣.庇仁縣邑城.藍浦縣邑城.保寧縣邑城.海美縣內廂城. 唐津縣邑城.沔川郡邑城.洪州牧邑城.林川郡山城.韓山郡山城.舒川郡邑城. - 추후하여 쌓을 수 있는 곳. 瑞山郡山城.扶餘縣山城.牙山縣山城. | ” |

위와 같이 의정부에 보고 하였고 이무렵 당대에 재상인 영의정부사(領議政府事)로서 치사(致仕)한 황희(黃喜)가 졸(卒)하였다. 황희는 장수현(長水縣) 사람인데, 자(字)는 구부(懼夫)이며, 판강릉부사(判江陵府事) 황군서(黃君瑞)의 아들이고, 현재 파주시 문산읍 반구정(伴鷗亭)에서 89세까지 말년을 보냈다.

#### 고명대신
1452년 6월 31일(음력 5월 14일) 경복궁(景福宮) 천추전(千秋澱)동녘 방에서 문종이 붕어(崩御)하여 그 형제들은 수양(首陽), 안평(安平), 광평(廣平), 금성(錦城), 평원(平原), 영응(永膺)이고,
영의정 황보인(領議政皇甫仁), 우의정 김종서(右議政金宗瑞), 좌찬성 정분(左贊成鄭笨), 우찬성 이양, 이조 판서 이사철, 호조 판서 윤형, 예조 판서 이승손,병조 판서 민신, 지신사 강맹경, 집현전제학 신석조, 등을 부르고 세자를 보좌(輔佐)해주길 고명(顧命)하였다.고명인 이름은 도승지 강맹경, 입직 승지(承旨) 신숙주,성삼문이 기록 하였다.<政院日記>
1452년 10월 남지를 영중추원사로, 정분을 의정부 좌찬성(議政府左贊成)으로,정인지(鄭麟趾)를 병조 판서(兵曹判書)로 제수하니 원래 정인지(鄭麟趾)는 좌목이 정분(鄭笨)의 위에 있었으나, 문종(文宗)이 정분을 발탁하여 1품(一品)으로 삼았는데 사람들이 정인지가 뒤졌다 하여. 황보인(皇甫仁)·김종서(金宗瑞)가 물의(物議)를 싫어하여 정인지를 이때 1품으로 올렸다.

### 생애 후반

#### 우의정 정분(右議政 鄭苯)
1452년 12월 11일 좌의정 남지(南智)가 신병으로 오랫동안 정사(政事)를 못보게 되자,
- 김종서(金宗瑞)를 좌의정(左議政)으로,
- 정분(鄭苯)을 우의정(右議政)으로,
- 한확(韓確)을 좌찬성(左贊成)으로,
- 정인지(鄭麟趾)를 판중추원사(判中樞院事)로,
- 허후(許詡)를 좌참찬(左參贊)으로,
- 이사철(李思哲)을 우참찬(右參贊)으로,
- 조극관(趙克寬)을 병조 판서(兵曹判書)로,
- 권맹손(權孟孫)을 공조 판서(工曹判書)로 삼았다"

황보인·김종서가 권력을 마음대로 하였으며 이때 황표정사란 말이 생겨났다.
이당시 나라의 토목공사만 전담하던 임시 관청이 있었고 명칭은 도청(都廳)이다.
"선공감관(繕工監官)을 나누어 영선(營繕)을 오로지 관장하는 것을 도청(都廳)이라 부르고, 정분(鄭苯)과 민신(閔伸)을 그 제조(提調)로 삼고, 그 당여(黨與)인 직장(直長) 이명민(李命敏)으로 하여금 이를 관장하게 하였다. 이명민은 음흉하고 간사하였는데, 과연 일을 처리하는 데 있어서 정분과 민신에게 아부하였으며, 도청의 전권을 맡아서는 삼군(三軍) 방패(防牌)와 섭육십(攝六十)및 여러 공장(工匠)을 마음대로 부리고 조종하는 권한을 오로지 장악하였다"

#### 산릉 제조(山陵提調)부실책임
우의정 정분은 이때부터 세조 편에 선 정인지.신숙주.김질.정창손등 집현전 출신들과 상신집정(上臣執政:3정승)에 불만을 가진 정치세력 들로부터 소위 "현릉사토(顯陵莎土:)사건"으로 정쟁에 휘말리게 되었다.
지평(持平) 신자승(申自繩)이 본부(本府:사헌부)와 의논하여 임금에 아뢰기를,
"황보인(皇甫仁)·김종서(金宗瑞)·정분(鄭笨)은 모두 제조(提調)로서 산릉(山陵)의 역사를 맡았는데, 마침내 〈봉분의 흙이〉 무너지고 말았으니, 불경(不敬)하기가 이를 데 없습니다.
<1차 사직상서> 2월 19일.
다만 빗물이 스며들까 염려하여 봉분을 만들 때에 체제(體制)를 좀 높이 하였을 뿐입니다. 이때에 천기(天氣)가 갑자기 차가워져서 사토(莎土)가 힘이 없어지고 눈비가 크게 쌓여 겨울을 지나면서 얼었다 녹았다 하다가, 봄비가 내리자 무너져 내리게 된 것입니다.
<2차 사직상서> 3월 13일 전하께서 비록 용서하여 묻지 않는다고 하지만, 그러나 구차하게 죄책을 면하는 것을 신은 실로 이를 부끄럽게 여깁니다. 단종1년 3월16일(1453년)
정분(鄭苯)을 관직(官職)에 나오도록 명하니, 정분이 아뢰기를,
| “ | "주상께서 당초에 신의 용렬함을 알지 못하시고 산릉의 일을 관장하도록 명하시니, 신은 이미 중(重)한 명을 받들었고, 또 문종 대왕께서 문득 승하하여 보필(補弼)의 효력이 없음을 슬퍼하며 산릉에 마음을 다하려고 하였습니다. 그러나 반드시 먼저 소신의 죄를 다스린 연후에야 거의 신민의 마음이 쾌(快)할 것입니다." | ” |

하니, 전지하기를,"혐의하지 말라."하였다.

#### 치사(致仕)를 청하다
황보인은 원로하여 정사를 김종서에 일임 하였고 김종서의 독선적인 인사및 황표정사(黃票政事)에 정인지가 불만이 가장 많았다.정분은 실권이 없었고 소위 현릉사토 문제를 정쟁으로 삼으니 두번의 사직상서와 추핵(推劾)을 받고져 입궐하지 않았지만 어린 단종의 생각은 정분에게 의지하고 싶었다. 치사(致仕)를 청하여도 받아주지 않자 전라·경상·충청도 도체찰사(全羅慶尙忠淸道都體察使)로 자청하게 되었고,단종1년 8월 6일(1453년)
"정분(鄭笨)은 길 떠나기에 앞서 하직인사(辭朝)를 드리니 궁전(弓箭)과 마장(馬粧)을 하사 하면서 도승지(都承旨) 박중손(朴仲孫)에게 명하여 정분(鄭笨)을 교외(郊外)에서 전송하게 하였다."
| “ | 노산군(魯山君)이 어려서, 일의 대소가 없이 모두 의정부에 자문(咨問)하였는데, 정분이 멀리 나가기를 자청하니, 이때의 논의는 이를 비난하기도 하고, 혹은 그가 황보인과 김종서의 집권(執權)을 피하는 것이 아닌가 의심하기도 하였다. 이때 조정 안 사대부(士大夫)들의 전송하는 자의 수레와 말이 도성의 문에서 한강까지 꽉 찼고, 이정(離亭)의 주석(酒席)에서는 돌아보아 술을 받지 못한 자도 많았었다. | ” |

이날 전송을 마지막으로 정쟁(政爭)의 중심에서 벗어나고 싶어 했으며, 5년전 선공 제조(繕工提調)가 되어 토목 공사(土木工事)를 맡아 볼 때 힘써 크고 아름답게 완공한 그 숭례문(崇禮門:남대문)을 지나 갔지만 영원히 돌아오지 못했다.

### 삭탈관직(削奪官職)

#### 계유정난(癸酉靖難)희생자
영의정부사영경연서운관사겸판이병조사(首陽大君;領議政府事領經筵書雲觀事兼判吏兵曹事).수양대군 한 사람이 가진 관직이다.
{영의정은 백관의 으뜸이고,집현전과 예문관을 장악해서 수양대군을 찬양하는 교서를 선포해야 되며,인사권인 호조판서와 병력을 통솔하는 병조판서,궁궐과 도성을 수비하고 전국의 모든 군마와 연락망을 통제하여 이용(안평대군)과 관련된 자들을 검거하여, 정란(靖亂)의 당위성과 역적의 누명을 쒸우려면 필요한 권력을 다 쥐어야 했다.세조가 실권을 잃은 단종에게 아뢰고 승지 최항을 시켜 명패(命牌)를 내게하여 쥔 권력이다.}단종 즉위년 12월 11일 기해(1452년)
"자준(子濬:한명회)이는 나의 자방(張子房)이다."
세조가 극찬할 정도로 이 모든 계획은 한명회와 권남(權擥)이 세웠고,우참찬에서 좌의정이 된 정인지(鄭麟趾).예조판서에서 우의정이 된 한확(韓確:인수대비父).한명회의 살생부(殺生簿)대로 움직여 준 수하 건달들 홍달손.홍윤성.양정.유수.봉석주.임자번(林自蕃)등이 1.2등 공신들이다.
전날 으스럼한 초생달이 뜨는 시간부터 살육이 시작되니,세조는 일이 절박하여 김종서를 먼저 제압하여 죽였다고 임금께 아뢰고, 다른 대신들은 왕명으로 입궐하라 명하여
늦은밤 입궐하는 대로 한명회와 수하 무사들이 죽(殺)이고 살(生)렸다.
- 좌의정 김종서(金宗瑞)세조가 직접가서 죽이고.(깨어서 입궐 하려다 결국 아들 김승벽 처가에서 살해),
- 영의정 황보인(皇甫仁)입궐3문에서,
- 병조판서 민신(閔伸) 현릉(顯陵:문종) 비석소 현장에서 이일을 감독하고 있었다.
- 이명민(李命敏)집에 무사를 보내서,(깨어서 도망가다 살해)
- 이양(李穰),윤처공(尹處恭),조번(趙藩),김연(金衍)등은 무사를보내 죽였다.

다음날 즉,세조가 영의정이 된날.정분(鄭苯)은 하삼도 도체찰사(下三道都體察使)의 임무 수행중 충청도에 다다르고,전지에 따라 졸지에 용안에서 낙안(樂安)으로 압송 되었고.세조의 조력자 한명회의 살생부(殺生簿)에 의해 진행되니 그 계획은 성공하였다.

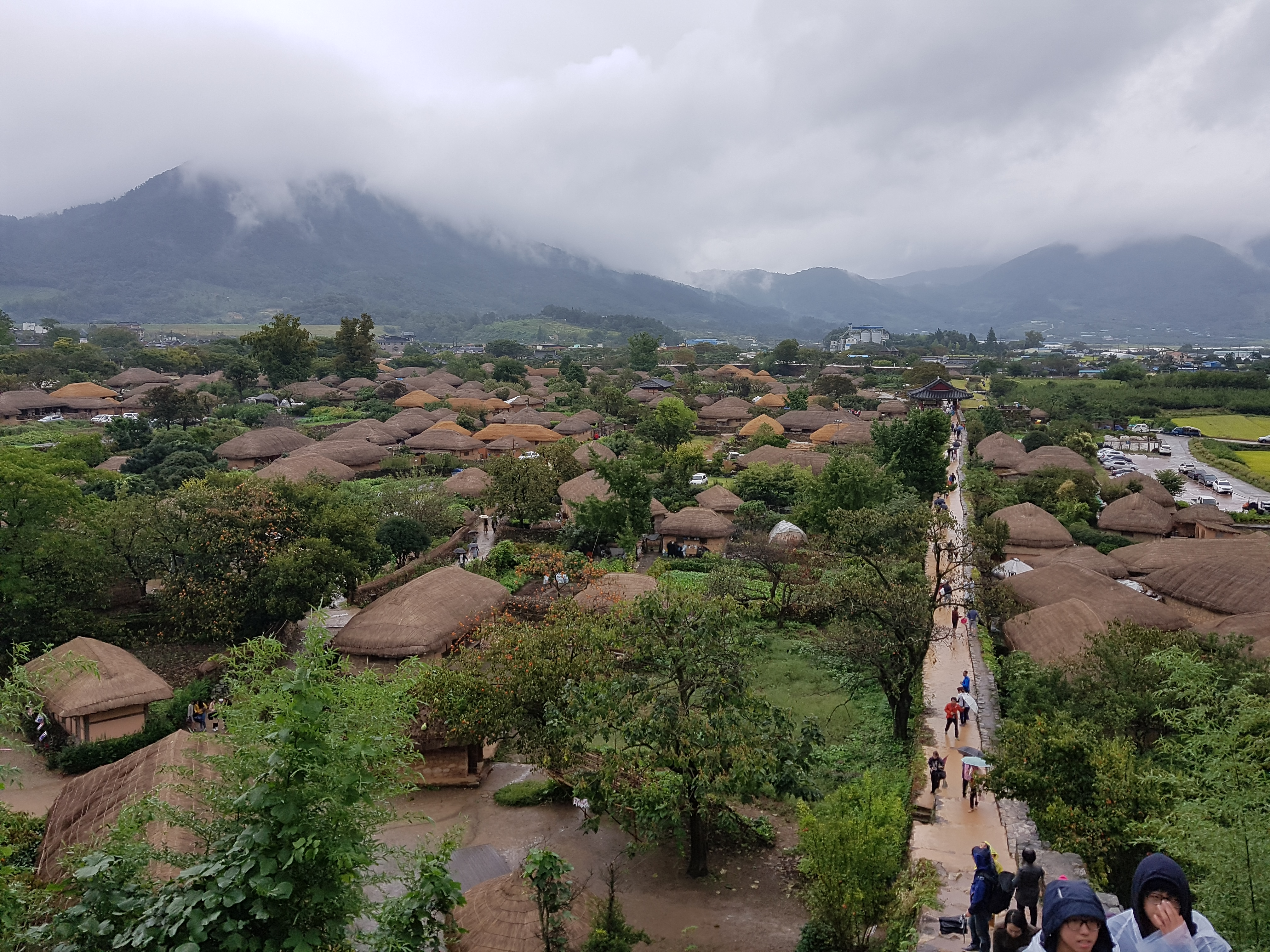
세조가 영의정이 된날.정분(鄭苯)은 하삼도 도체찰사(下三道都體察使)의 임무를 마치고 충청도에 다다르고,전지에 따라 졸지에 용안에서 낙안(樂安)으로 압송 되었다.

#### 외방 종편(外方從便)
정란이후 8~9개월이 지난 이때 경기 각 고을에 인심이 소동(騷動) 하였고 서강(西江)에 사는 사람들이 황보인.김종서는 죄가 있다지만 정분은 애매한 누명을 쓰고 있다는 소문이 돌았다.안평대군을 죽인 후 도리어 정분에게 민심이 쏠려 동경과 존경을 받는 중심 인물이 되었고,또 한 그의 덕행과 절개에도 동정의 근원이 되었다.
정분을 죽여야 된다고 사헌부의 말을 권남.한명회가 세조에게 아뢰어 그 근주(根株)를 없애야 민심을 안정 시킬수 있으니 하루라도 빨리 죽이자고 하였다.
단종 1년 10월 15일 (1453년), 세조가 친히 태조와 문종의 능에 추석제를 모시고 환궁 하다가 중량포(中良浦)의 주점터에서 잠깐 쉬면서 좌승지 박원형.우승지 권자산이 "간당(姦黨)을 베어 없애소서."아뢰니 즉시 하교(下敎)하기를,정분(鄭苯)등을 법에 의하여 처치하라.이날 정분은 교형에 처해졌다.
이제부터 간당(姦黨)의 근본이 영원히 근절되었으니,대략 46명이 함께 처형 되는데,그 근주(根株)를 모두 멸 하였다.
| “ | "부모(父母)·아들·아직 출가(出家)하지 아니한 딸·처첩(妻妾)·조부모(祖父母)·손자(孫子)·형제(兄弟)·아직 출가하지 아니한 자매(姊妹)·아들의 처첩(妻妾)은 원방(遠方)의 관노비(官奴婢)로 영속(永屬)시키고, 백부(伯父)·숙부(叔父)와 형제(兄弟)의 아들은 원방에 안치(安置)하되, 나이가 아직 16세가 되지 못한 자는 나이가 차기를 기다려서 예(例)에 의하여 시행하라."하였다. | ” |

의금부에 가두어 둔 난신에 연좌된 부녀를 대신들에게 나누어 주게 하였고,
10년후(1464년)관련자의 숙질(叔姪:아저씨와 조카)등을 거주하는 그 지방에서 편한대로 살게 하면서,난신(亂臣)정분에 연좌(緣坐)된 사람으로 정분(鄭苯)의 조카 정세존(鄭世存)·정옥수(鄭玉守)·정효동(鄭孝同)·정옥동(鄭玉同),을 방면하였다.
유배시킨 죄인을 그 위치(謫所)에서 풀어주어 외방에 편리한 대로 살게(安置)하던 제도(外方從便)에 의해 숙질(叔姪)이상의 기타 가족들은 서울을 떠나 살게하여 거제.남해.진도등 지방으로 흩어져 살게 되었다.
14년 집권을 끝으로 세조는 계유정란 당시와 이후 관련된 난신의 숙질(叔姪)과 자매(姉妹)의 연좌자(緣坐者)를 무릇 2백여 인을 한명회.정인지.신숙주등과 의논하여 방면한 것이다.이때 세자(世子:예종)는 어찌 할 바를 알지 못하여 대신들이 의논 하는대로 따랐다.이틀 후 세조는 경복궁에 있던 면복(冕服)을 가지고 오게 하여, 친히 세자(世子:예종)에게 내려 즉위(卽位)하게 하고 수강궁(壽康宮)의 정침(正寢)에서 훙(薨)하였다.
세조 14년 9월 6일 1468년

### 정난공신(靖難功臣)

#### 정분(鄭苯)과 한명회(韓明澮)
경덕궁(개성.태조의 사저) 궁직이었던 한명회를 친구 권람이 세조에게 소개했고 대면해 보니 비범한 인물임을 알았으며, 단종 즉위년 10월 세조가 북경에 사신으로 자청하여 가기전 한명회에게 비밀리에 안평대군과 황보인.김종서.정분등의 종적을 염탐할 것을 지시한다. 그래도 이용(안펑대군)이 중신들과 결탁하여 변을 일으킬까 걱정하여 신숙주와 황보인의 아들 황보석.김종서의 아들 김승규를 대동하여 다녀왔다.
한명회는 세조 저택의 "종(奴) 조득림(趙得琳)으로 하여금 이용(李瑢)의 종 및 여러 소인들과 교제를 맺게 하여 행적을 밟으니, 황보인은 미복(微服)으로 이용의 첩의 집을 왕래하고, 또 이용은 김종서·정분·허후·민신(閔伸)등과 더불어 밤에 자주 잔치를 벌이고 술을 마셨다. 황보인이 이용에게 백옥대(白玉帶)를 보내니, 이용은 황금침향대(黃金沈香帶)로 보답하고, 또 김종서와 정분에게는 서대(犀帶)를 각각 1요(腰)씩 주고, 진귀한 물건과 서화(書畫)도 여러 사람에게 나누어 주었다."이런 내용을 빠짐없이 보고한다.
(서대는 1품 이상의 관리가 관복에 갖추어 차던 허리띠)
드디어 환명회는 세조를 찾아가 10월10일 의거 하기로 약속일을 정하니 이미 세조는 1년 전부터 조카 단종을 제거할 계획을 세웠고 찾아간 날은 계유정란 열흘 전이었다.
정란공신으로 군기사(軍器寺) 녹사(錄事)가 첫 관직이고 세조의 참모로 모든 정사에 관여하게 된다.
승진 할수록 한명회는 자신과 함께 정난에 가담했던 인물들과 정략적 혼인으로 친인척 관계를 만들어 기반을 다지고 요직을 장악해 나가면서,무소불위(無所不爲)의 권력을 휘둘러 한명회와 그 주변 인물들과 줄을 대지 못하면 벼슬을 할 수 없어 돈을주고 관직을 사는(賣官賣職)등 조선왕조 역사상 크나큰 인사 폐단과 혼란을 초래하였다.

#### 갑자사화(甲子士禍)
정리하여 보면,장녀(1녀)는 신숙주 큰아들 신주의 처를 만들고,3녀는 예종(8대왕)의 비(正妃)를 만들어 세조와 사돈이 되고,4녀는 성종(9대왕)의 비(正妃)가 되니 세조의 손자 며느리가 되며,손자 한경침은 성종의 첩(妾)에서 나은 딸(공신옹주)과 혼인시켜 손자 며느리로 삼고, 동생 한명진 처는 권남의 여동생으로 친구와 사돈이 되었다.
세조와 겹사돈 관계에서 한명회는 세도정치의 중심이 되고 살육으로 왕위를 찬탈한 세조가 14년(1468년)이라는 그리 길지않은 시대가 끝나고 세조의 둘째 아들 예종(조선 8대왕)이 14개월(1469년)만에 단명하니, 인수대비(소혜왕후:의경세자 妻)와 신숙주.정창손 등과 함께 성종을(자을산군 혈:인수대비子)왕으로 추대하였고 한명회 4녀와 혼인을 시켰지만 젊은 나이에 아이없이 죽었다,
여색을 좋아한 성종은 십수명의 후궁과 30여명의 자녀가 있었는데 그 후궁 중 함안윤씨가 연산군의 생모(제헌왕후)이고, 질투심으로 남편 성종의 얼굴에 손찌검으로 상처를 낸게 빌미가 되어 시어머니 인수대비의 미움을 사 폐출되어 사약을 내려 죽인 비밀을 아들 연산군(조선 10대왕)에게 알린자는 임사홍이다.
- 임사홍:【사홍은 성종조(成宗朝)에 죄를 얻어 폐기(廢棄)된 채 등용되지 못하다가, 연산조(燕山朝)에 와서 그 아들 임숭재(任崇載)가 부마(駙馬)로 임금의 총애를 얻자, 사홍이 그 연줄로 간사한 꾀를 부려 기 높은 품계(品階)에 올랐다. 갑자(연산군 10년)이후로는 앞서 자기를 비난한 자에게 일일이 앙갚음하였고, 이미 죽은 사람까지도 모두 참시(斬屍:죽은 사람의 시체를 베임) 하였다. 온 조정이 그를 승냥이나 호랑이처럼 두려워하여 비록 두 신씨(愼氏:신수근 신수영 형제를 지칭)라 할지라도 또한 조심스럽게 섬겼다. 연산군은 하고 싶은 일이 있으면 곧 그에게 쪽지로 통지하고, 사홍은 곧 들어가 지도하여 뒤미처 명령이 내려지니, 그가 부도(不道)를 몰래 유치(誘致)한 일은 이루 말할 수 없었다. 그 아들 임희재(任熙載)가 피살되던 날에도 평일과 다름이 없이 그의 집에서 연회를 베풀고 고기를 먹으며 풍악을 울리니, 연산군이 사람을 시켜 이를 엿보고는 더욱 신임과 총행(寵幸)을 더하여, 한결같이 그의 계교를 따랐다. 그가 임금에게 아첨하여 총애를 취함이 모두 이와 같았다. 그때 사람이 다음과 같은 시(詩)를 지어 읊었다. "작은 소인(小人) 숭재, 큰 소인 사홍이여! 천고에 으뜸가는 간흉이구나! 천도(天道)는 돌고 돌아 보복이 있으리니, 알리라, 네 뼈 또한 바람에 날려질 것을.[小任崇載大任洪千古姦兇是最雄天道好還應有報從知汝骨亦飄風]" 이는 당시 죄인의 뼈를 부수어 바람에 날리는 형벌이 있었기 때문에 한 말이다. 숭재는 일찍이 녹수(綠水)를 간통했었는데, 녹수가 연산군의 총애를 받게 되자, 일이 탄로날까 두려워 몰래 녹수에게 부탁하기를, "만약 평소의 일에 대한 말이 나오거든, 마땅히 희재가 한 일이라고 대답해야 한다. 그러면 반드시 나를 믿고 시기함이 없을 것이며, 너도 보전될 것이다." 하였다. 이 때문에 화가 그 형에게 미친 것이다. 그런데, 숭재는 사홍보다 앞서 죽었으므로 처형을 모면할 수 있었다. 수근은 신씨(愼氏:연산군의 비)의 오라비이기 때문에 총애를 얻어 세력과 지위가 극히 융성하니, 권세가 한때를 휩쓸었다. 오랫동안 전조(銓曹:이조(吏曹))를 맡아 거리낌없이 방자하였으며, 뇌물이 폭주(輻湊)하여 문정(門庭)이 저자와 같았고, 조그만 원수도 남기지 않고 꼭 갚았다. 주인을 배반한 노비(奴婢)들이 다투어 와서 그에게 투탁(投托)하였으며, 호사(豪奢)를 한없이 부려 참람됨이 궁금(宮禁)에 비길 만했으니, 죽음을 당하게 된 것이 마땅하다. 수영은 수근의 아우이니, 또한 외척(外戚)이라는 연줄로 갑자기 요직에 올라, 총애를 믿고 제멋대로 하였다. 어떤 사람이 언문을 섞어 시사(時事)를 비방하는 내용으로 익명의 글을 지어 그의 집에 던졌다. 그가 곧 연산군에게 고발하니, 연산군이 극노(極怒)하여 죄인(罪人)의 족친(族親)이 한 것으로 여기고 신국(訊鞫)을 더욱 각심하게 했기 때문에 억울하게 죽은 사람을 이루 헤아릴 수 없었다. 사대부들에게 미친 화가 이로부터 더욱 참혹해졌다. 그래서 사람들이 모두 이를 갈며 울분에 차서 살을 씹어 먹고자 하였다.[중종1년9월2일1506년]】

연산군의 복수 심리를 역 이용하여 사초를 열람하게 하였고,연산군 역시 종횡으로 포진한 공신들 즉 한명회 일파의 훈구세력(勳舊派)을 이 기회에 탄압하는 동시에 어머니 윤씨의 원한을 풀어줄 결심을 하게 되어,폐출을 방조한 죄로 한명회(韓明澮).정창손(鄭昌孫)등 당시 죽은 자들까지 무덤을 파헤쳐 부관 참시한 사건이며 1504년 선비가 화를 입었다 하여 갑자사화(甲子士禍)라 한다.

#### 사초(史草)에 기록된 정분(鄭苯)의 죽음
성종은 훈구파의 견제 세력인 사림파를 끌어들여 균형을 유지하려 노력했고 이때 사림파는 중앙정부 진출 기회를 갖게되며, 그 중심 인물이 된 김종직이 언론3사(홍문관.사헌부.사간원)등에 사림파가 포진하게 되었고 훈구파의 부정적인 이미지를 부각 시키면서 세력을 넓혀 나가게 되니 훈구파의 비판 여론이 형성되게 되었다.
훈구파 이극돈이 성종실록을 편찬하는 과정에 사초(史草)를 열람하게 되며,사림파 김일손(1464~1498)이 기록한 내용중 이극돈 자신의 비리가 적혀 있는 것을 발견하게 되고 앙심을 품어 선비를 싫어하는 연산군에게 두가지 내용을 고변하였다.
- 김종직과 제자가 쓴 "조의제문(弔義帝文)"은 단종을 찬위하는 글이니 세조에 대한 불충(不忠)이고, 「나는 초(楚)나라 회왕(懷王:의제)의 손자 심(心)인데, 서초 패왕(西楚霸王:항우)에게 살해 되어 빈강(郴江)에 잠겼다.」[53]

세조에게 권좌를 뺐기고 죽음을 당한 단종(端宗)을 의제에 비유하여 세조의 왕위 찬탈을 은근히 비난한 글이다. (연산4년7월17일)]
- 정분(鄭苯)은 난신(亂臣)인데 충신으로 기록한 내용을 고변하여 김일손의 동료여창을 불러 심문하니 답하기를

| “ | "같은 때의 정승 이었으나 김종서와 황보인은 반역을 도모한 것이 명백하기 때문에 모두 참형(斬刑)에 처했는데, 정분만은 광양(光陽)으로 귀양가서 종말에 단지 교형(絞刑)에 처했으며, 정분(鄭苯)또한 형(刑)에 임하자 말하기를 "죽는 것은 마찬 가지지만 명절(名節)은 다름이 있다." 하였사온즉, 종서 등과 더불어 공모하지 않았는데 죄 없이 죽은 것 같으므로, 마땅히 전(傳:어떤 사람의 독특한 행적을 기록함)을 지어야 하였기에 써서 보내 준 것입니다."(연산4년7월20일.1498년) | ” |

앞서 연산군이 어서(御書)로 묻기를,사초(史草)란 사실을 그대로 기록함이 아니더냐? 탄(坦)이라는 선사(禪師)가 지켜본 정분(鄭苯)의 교형당시 내용을 보니 황당한 내용이 많은데 그 의도는 뭐냐? 답 하기를 "중이란 본시 농담이 많아서 믿기가 어려울 뿐더러 그래도 일부 취신(取信)할 내용이 있다면 사초(史草)이니 참고 하라고 쓰고, 중의 말을 꼭 믿을 수는 없다고 말미에 달았습니다."
세조에 의해 단종(端宗)의 억울한 죽음과, 충신으로 기록 된 정분(鄭苯)을 문제삼아 김종직은 부관참시(剖棺斬屍)를 당하였고, 김일손 등참수(斬首)된, 정여건은, 기굉필오등화유498년)이며,역사를 제대로 쓴 사람들이 화를 입었다하여 붙여진 이름이다.

#### 사후(死後) 314년
"단묘조(端廟朝)의 세 대신(大臣)을 복관(復官)한 뒤에, 정분(鄭苯)의 자손 가운데 확실한 자를 찾지 못하였습니다. 요즘 듣건대 장흥(長興) 정성(鄭姓) 사람이 마가(馬哥)와 송사(訟事)함으로 인하여 관에서 정성 사람의 선대(先代)의 묘(墓)를 파 보니 지석(誌石) 두 조각을 찾았는데, 바로 정광로(鄭光露)의 묘이고 정광로는 바로 정분의 아들입니다. 대저 정광로가 당시의 일이 어려움을 알고 거짓으로 미쳐서 자취를 숨겼는데, 그가 죽음에 이르러 그 아들이 비록 지석(誌石)을 묻었으나 유계(遺戒)로 인하여 그 내력을 비밀로 하였기 때문에 손자 이후로부터는 누구의 자손인지를 아득히 알지 못하였습니다. 지금 수백년 뒤에 비로소 옛 정승의 혈손(血孫)임을 알았으니, 조가(朝家)에서 표이(表異)의 거조가 있어야 마땅합니다."하니, 임금이 말하기를,"기이한 일이다. 결원을 기다려서 조용(調用)하라."하였다.

#### 후손에 대한 평가
정분(鄭苯)은 고관대작(高官大爵)이었다.문과급제 후 좌찬성(左贊成).우의정이란 높은 자리에 오를 때까지 37년간 요직을 두루 거치며 흠결없이 관직 생활을 어어온 매우 충직한 사람이다.당시의 신분 사회에서 자식 잘되기를 비는 심성은 만고의 진리인데, 생몰(生歿/生沒)흔적이 어디에도 없다가 아득히 314년 후 사료적 가치로 인정받지 못하는 지석 두조각 글자에서 후손이 발견됐다 하니, 뒷받침 되는 실존 흔적을 문중록(門中錄)이 아닌 사록(史錄)에서 찾아 내야한다.미관말직(微官末職)이거나 미천한 집안에서 있을법한 "참으로 기이한 일이다."
- 장릉(莊陵)배식록 수록자(영월 단종의 묘)
  - 육종영:안평대군 이용,금성대군 이유,회의군 이영,한남군 이어,영풍군 이천,하령군 이양,
  - 사의척:판돈영부사 송현수,예조판서 권자신,영양위 정종,돈영부판관 권완.
  - 삼상신:영의정 황보인,좌의정 김종서,우의정 정분.
  - 삼중신:이조판서 민신,병조판서 조극관,이조판서 김문기.
  - 양운검:도충부도총관 성승,증병조판서 박정.
  - 사육신:우승지 성삼문,형조참판 박팽년,직재학 이개,예조참판 하위지,성균사예 유성원,도층부부총관 유흥부.
  - 기타:형조판서 박중림,지평 하박,좌참찬 허후,수찬 허조,증이조참판 박계우,순흥부사 이호흠,도진무 정효전,영월호장 엄홍도.

## 같이 보기
- 숭례문
- 정이오
- 계유정난
- 황보인
- 남지
- 김종서
- 정인지